# Питео (община)
Община Питео (на шведски: Piteå kommun) е разположена в лен Норботен, северна Швеция с обща площ 3263 km2 и население 41 278 души (към 31 декември 2013). Административен център на община Питео е едноименния град Питео.